# Mediapolis
Mediapolis est une ville du comté de Des Moines, en Iowa, aux États-Unis. Elle est incorporée le 14 juin 1875.

## Source de la traduction
- (en) Cet article est partiellement ou en totalité issu de l’article de Wikipédia en anglais intitulé « Mediapolis, Iowa » (voir la liste des auteurs).